# Europese kampioenschappen schoonspringen 2010
Het Schoonspringen tijdens de Europese kampioenschappen zwemmen 2010 vond plaats van 9 tot en met 15 augustus 2010 in het springbad van het Alfréd Hajós zwemcomplex, gelegen op het Margiteiland in Boedapest, Hongarije.

## Wedstrijdschema
Hieronder het geplande tijdschema van de wedstrijd, alle aangegeven tijdstippen zijn Midden-Europese Tijd.
| Datum       | Tijd                    | Discipline                                                                                    |
| ----------- | ----------------------- | --------------------------------------------------------------------------------------------- |
| 9 augustus  | 15:30                   | Landenwedstrijd (demonstratie)                                                                |
| 10 augustus | 10:00 15:30             | V 1m plank vrouwen F 1m plank vrouwen                                                         |
| 11 augustus | 10:00 15:30             | V 1m plank mannen F 1m plank mannen                                                           |
| 12 augustus | 10:00 12:30 15:30 19:00 | V 3m plank synchroon mannen V 10m toren vrouwen F 3m plank synchroon mannen 10m toren vrouwen |

| Datum       | Tijd                    | Discipline                                                                                      |
| ----------- | ----------------------- | ----------------------------------------------------------------------------------------------- |
| 13 augustus | 10:00 12:30 15:30 19:00 | V 10m toren synchroon vrouwen V 3m plank mannen F 10m toren synchroon vrouwen F 3m plank mannen |
| 14 augustus | 10:00 12:30 15:30 19:00 | V 10m toren synchroon mannen V 3m plank vrouwen F 10m toren synchroon mannen F 3m plank vrouwen |
| 15 augustus | 10:00 12:30 15:30 19:00 | V 3m plank synchroon vrouwen V 10m toren mannen F 3m plank synchroon vrouwen F 10m toren mannen |

## Resultaten

### 1m plank
| Mannen | Mannen              | Mannen | Mannen |
| #      | Naam                | Land   | Score  |
| ------ | ------------------- | ------ | ------ |
| Goud   | Illja Kvasja        | UKR    | 433,90 |
| Zilver | Patrick Hausding    | GER    | 430,25 |
| Brons  | Javier Illiana      | ESP    | 414,35 |
| 4      | Jevgeni Koeznetsov  | RUS    | 411,45 |
| 5      | Constantin Blaha    | AUT    | 401,70 |
| 6      | Michele Benedetti   | ITA    | 397,20 |
| 7      | Yuriy Sliakov       | UKR    | 396,10 |
| 8      | Christopher Sacchin | ITA    | 386,15 |
| 9      | Matthieu Rosset     | FRA    | 384,40 |
| 10     | Jevgeni Novoselov   | RUS    | 334,40 |
| 11     | Jevgeni Koroljov    | BLR    | 323,25 |
| 12     | Nicholas Robinson   | GBR    | 315,80 |

| Vrouwen | Vrouwen               | Vrouwen | Vrouwen |
| #       | Naam                  | Land    | Score   |
| ------- | --------------------- | ------- | ------- |
| Goud    | Tania Cagnotto        | ITA     | 299,70  |
| Zilver  | Anna Lindberg         | SWE     | 293,70  |
| Brons   | Anastasia Pozdnjakova | RUS     | 282,65  |
| 4       | Maria Marconi         | ITA     | 272,15  |
| 5       | Nadezjda Bazjina      | RUS     | 271,05  |
| 6       | Katja Dieckow         | GER     | 264,40  |
| 6       | Anna Pysmenska        | UKR     | 264,40  |
| 8       | Uschi Freitag         | GER     | 254,95  |
| 9       | Nóra Barta            | HUN     | 254,25  |
| 10      | Rebecca Gallantree    | GBR     | 241,15  |
| 11      | Olena Fedorova        | UKR     | 228,00  |
| 12      | Jenifer Benitez       | ESP     | 226,75  |

### 3m plank
| Mannen | Mannen             | Mannen | Mannen |
| #      | Naam               | Land   | Score  |
| ------ | ------------------ | ------ | ------ |
| Goud   | Patrick Hausding   | GER    | 463,20 |
| Zilver | Ilja Zacharov      | RUS    | 458,15 |
| Brons  | Jevgeni Koeznetsov | RUS    | 455,80 |
| 4      | Javier Illana      | ESP    | 445,05 |
| 5      | Sascha Klein       | GER    | 431,10 |
| 6      | Illja Kvasja       | UKR    | 429,90 |
| 7      | Constantin Blaha   | AUT    | 423,70 |
| 8      | Damien Cely        | FRA    | 411,60 |
| 9      | Chola Chanturia    | GEO    | 381,50 |
| 10     | Michele Benedetti  | ITA    | 375,95 |
| 11     | Andrzej Rzeszutek  | POL    | 343,40 |
| 12     | Tommaso Marconi    | ITA    | 336,30 |

| Vrouwen | Vrouwen               | Vrouwen | Vrouwen |
| #       | Naam                  | Land    | Score   |
| ------- | --------------------- | ------- | ------- |
| Goud    | Nadezjda Bazjina      | RUS     | 324,10  |
| Zilver  | Anastasia Pozdnjakova | RUS     | 316,40  |
| Brons   | Nóra Barta            | HUN     | 291,75  |
| 4       | Grace Reid            | GBR     | 276,20  |
| 5       | Anna Lindberg         | SWE     | 265,85  |
| 6       | Tania Cagnotto        | ITA     | 263,65  |
| 7       | Flóra Gondos          | HUN     | 261,25  |
| 8       | Lena Putigina         | FIN     | 260,20  |
| 9       | Olena Fedorova        | UKR     | 255,00  |
| 10      | Uschi Freitag         | GER     | 247,60  |
| 11      | Francesca Dallapé     | ITA     | 246,30  |
| 12      | Veronika Kratochwil   | AUT     | 234,45  |

### 10m toren
| Mannen | Mannen               | Mannen | Mannen |
| #      | Naam                 | Land   | Score  |
| ------ | -------------------- | ------ | ------ |
| Goud   | Sascha Klein         | GER    | 534,85 |
| Zilver | Patrick Hausding     | GER    | 516,45 |
| Brons  | Vadim Kaptoer        | BLR    | 515,80 |
| 4      | Victor Minibajev     | RUS    | 508,05 |
| 5      | Anton Zacharov       | RUS    | 506,20 |
| 6      | Konstjantin Myljajev | UKR    | 446,50 |
| 7      | Timofei Horditsjik   | BLR    | 446,15 |
| 8      | Sergej Nazin         | RUS    | 434,80 |
| 9      | Francesco Dell'Uomo  | ITA    | 433,80 |
| 10     | Constantin Popovici  | ROU    | 432,60 |
| 11     | András Hajnal        | BLR    | 370,60 |
| 12     | Christofer Eskilsson | SWE    | 368,60 |

| Vrouwen | Vrouwen              | Vrouwen | Vrouwen |
| #       | Naam                 | Land    | Score   |
| ------- | -------------------- | ------- | ------- |
| Goud    | Christin Steuer      | GER     | 354,50  |
| Zilver  | Noemi Bátki          | ITA     | 343,80  |
| Brons   | Joelia Koltoenova    | RUS     | 340,45  |
| 4       | Nora Subschinski     | GER     | 320,20  |
| 5       | Joelia Prokoptsjoek  | UKR     | 317,05  |
| 6       | Olga Vintonjak       | RUS     | 316,50  |
| 7       | Monique Gladding     | GBR     | 311,95  |
| 7       | Valentina Marocchi   | ITA     | 311,95  |
| 9       | Audrey Labeau        | FRA     | 309,95  |
| 10      | Mara Elena Aiacoboae | ROU     | 279,45  |
| 11      | Elina Eggers         | SWE     | 274,45  |
| 12      | Corina Popovici      | ROU     | 260,75  |

### 3m plank synchroon
| Mannen | Mannen                                    | Mannen | Mannen |
| #      | Naam                                      | Land   | Score  |
| ------ | ----------------------------------------- | ------ | ------ |
| Goud   | Illja Kvasja Oleksij Prygorov             | UKR    | 431,67 |
| Zilver | Stephan Feck Patrick Hausding             | GER    | 427,95 |
| Brons  | Dmitri Saoetin Joeri Koenakov             | RUS    | 410,43 |
| 4      | Michele Benedetti Tommaso Marconi         | ITA    | 406,17 |
| 5      | Nicholas Robinson Baker Christopher Mears | GBR    | 398,37 |
| 6      | Damien Cely Mathieu Rosset                | FRA    | 395,46 |
| 7      | Alexandros Manos Stefanos Paparounas      | GRE    | 389,34 |
| 8      | Yorick de Bruijn Ramon de Meijer          | NED    | 360,30 |

| Vrouwen | Vrouwen                                  | Vrouwen | Vrouwen |
| #       | Naam                                     | Land    | Score   |
| ------- | ---------------------------------------- | ------- | ------- |
| Goud    | Tania Cagnotto Francesca Dallapé         | ITA     | 327,90  |
| Zilver  | Olena Fedorova Anna Pysmenska            | UKR     | 312,00  |
| Brons   | Anastasia Pozdnjakova Svetlana Filippova | RUS     | 307,50  |
| 4       | Katja Dieckow Uschi Freitag              | GER     | 286,50  |
| 5       | Rebecca Gallantree Alicia Blagg          | GBR     | 280,08  |
| 6       | Flóra Gondos Zsófia Reisinger            | HUN     | 268,11  |
| 7       | Marion Farissier Claire Febvay           | FRA     | 263,82  |
| 8       | Lena Putigina Taina Karvonen             | FIN     | 255,60  |

### 10m toren synchroon
| Mannen | Mannen                               | Mannen | Mannen |
| #      | Naam                                 | Land   | Score  |
| ------ | ------------------------------------ | ------ | ------ |
| Goud   | Sascha Klein Patrick Hausding        | GER    | 478,11 |
| Zilver | Victor Minibajev Ilja Zacharov       | RUS    | 466,95 |
| Brons  | Timofei Horditsjik Vadim Kaptoer     | BLR    | 426,03 |
| 4      | Anton Zacharov Dmytro Mezjenski      | UKR    | 417,12 |
| 5      | Francesco Dall'Uomo Maichol Verzotto | ITA    | 398,67 |

| Vrouwen | Vrouwen                               | Vrouwen | Vrouwen |
| #       | Naam                                  | Land    | Score   |
| ------- | ------------------------------------- | ------- | ------- |
| Goud    | Christin Steuer Nora Subschinski      | GER     | 319,68  |
| Zilver  | Joelia Prokoptsjoek Alina Chaplenko   | UKR     | 306,30  |
| Brons   | Monique Gladding Megan Sylvester      | GBR     | 300,66  |
| 4       | Audrey Labeau] Claire Febvay          | FRA     | 289,26  |
| 5       | Joelia Koltoenova Natalja Gontsjarova | RUS     | 283,14  |
| 6       | Zsófia Reisinger Villö Kormos         | HUN     | 277,74  |
| 7       | Brenda Spaziani Valentina Marocchi    | ITA     | 276,51  |
| 8       | Corina Popovici Mara Elena Aiacoboae  | ROU     | 275,22  |

## Medaillespiegel
| Plaats | Land                | Goud | Zilver | Brons | Totaal |
| 1      | Duitsland           | 5    | 3      | 0     | 8      |
| 2      | Oekraïne            | 2    | 2      | 0     | 4      |
| 3      | Italië              | 2    | 1      | 0     | 3      |
| 4      | Rusland             | 1    | 3      | 5     | 9      |
| 5      | Zweden              | 0    | 1      | 0     | 1      |
| 6      | Wit-Rusland         | 0    | 0      | 2     | 2      |
| 7      | Verenigd Koninkrijk | 0    | 0      | 1     | 1      |
| 7      | Hongarije           | 0    | 0      | 1     | 1      |
| 7      | Spanje              | 0    | 0      | 1     | 1      |
| Totaal | Totaal              | 10   | 10     | 10    | 30     |